# Kelesa
Kelesa is een bestuurslaag in het regentschap Indragiri Hulu van de provincie Riau, Indonesië. Kelesa telt 1635 inwoners (volkstelling 2010).